# Christelijk Sociaal Den Haag
Christelijk Sociaal Den Haag (CSDH) was een lokale politieke partij in de gemeente Den Haag die nauw samenwerkte met de plaatselijke afdeling van de Staatkundig Gereformeerde Partij (SGP). Samen vormden zij voor de gemeenteraadsverkiezingen van 3 maart 2010 de lijst Christelijk Sociaal Den Haag - SGP. Lijsttrekker van CSDH was Wim Pijl (SGP), sinds 2000 lid van de Haagse gemeenteraad namens de gecombineerde fractie ChristenUnie/SGP.

## Geschiedenis
CSDH ontstond na een breuk tussen de ChristenUnie en de SGP in 's-Gravenhage. In december 2008 besloot de CU om zelfstandig mee te gaan doen aan de gemeenteraadsverkiezingen, aangezien zij verwachtte op eigen kracht een zetel te kunnen halen. De hoogste positie die voor een SGP'er beschikbaar werd gesteld was een onverkiesbare vierde plaats op de lijst en ook een verzoek om de plaats van burgervertegenwoordiger aan een SGP'er toe te zeggen werd niet ingewilligd. Hierop besloot de SGP-kiesvereniging om ook zelfstandig aan de verkiezingen mee te doen.
Aangezien de SGP alleen geen kans had om de kiesdeler te halen werd besloten om samenwerking te zoeken met gelijkgezinden. Het ging niet alleen in de gevestigde kerken, maar ook om de migrantenkerken, die tot dan toe voor de ChristenUnie kozen of nauwelijks politiek betrokken waren. De christenen uit deze kerken kunnen echter geen lid worden van de SGP, aangezien zij de confessionele grondslag van deze partij niet onderschrijven. Om toch mensen uit deze groep op de kieslijst te kunnen plaatsen en hun stemmen te trekken, diende er gebruik gemaakt te worden van een nieuwe organisatie naast de SGP. Dit werd CSDH, dat zich beschouwde als een maatschappelijk platform van betrokken christenen en gezamenlijke bijeenkomsten organiseerde voor christenen uit de migrantenkerken, de reformatorische kerken en de evangelische beweging.
In september 2009 keurde de ledenvergadering van de SGP-kiesvereniging samenwerking met de gelijkgezinden goed, waardoor een gecombineerde lijst CSDH-SGP mogelijk werd. Het door de ChristenUnie gepasseerde zittende gemeenteraadslid Wim Pijl werd lijsttrekker. Op de kieslijst stonden kandidaten uit zowel de traditionele SGP-achterban als leden van verschillende migrantenkerken zoals de Koptisch-orthodoxe Kerk en verschillende evangelische gemeenten. Ook stonden er vrouwen op de kieslijst, wat bij de SGP tot 2013 niet mogelijk was.
Bij de gemeenteraadsverkiezingen van 3 maart 2010 slaagde de combinatie CSDH-SGP er net als de ChristenUnie niet in om een zetel in de Haagse gemeenteraad te behalen. De partij deed niet mee aan de verkiezingen van 2014 en was alleen nog als platform actief.

## Programmapunten
In het verkiezingsprogramma van CSDH-SGP waren een aantal traditionele SGP-punten terug te vinden als de bescherming van de zondagsrust en het bijzonder onderwijs, maar ook een aantal christelijk-sociale punten als zorg voor de sociaal zwakkeren en inschakeling van christelijke organisaties bij het sociaal werk in de stad, waarbij een speciale rol was weggelegd voor de migrantenkerken. Geheel in SGP-traditie kwam CSDH-SGP op voor de belangen van Scheveningen, waar een voor de Randstad aanzienlijke bevindelijk-gereformeerde minderheid woont.

## Verwijzingen
1. ↑  "Andere naam SGP Den Haag na breuk met CU", in: Nederlands Dagblad, 29 augustus 2009.
2. ↑  "Aart Fraanje: geen geld maar bewogenheid" in: Reformatorisch Dagblad, 12 februari 2010. Gearchiveerd op 1 augustus 2019.
3. ↑  Christelijk Sociaal Den Haag mikt op migrant. Reformatorisch Dagblad. Digibron (21 januari 2010). Gearchiveerd op 23 januari 2023.
4. ↑  ChristenUnie groeit bij SGP vandaan. Trouw (16 februari 2010). Gearchiveerd op 24 januari 2023.
5. ↑  Agenda. Reformatorisch Dagblad. Digibron (21 mei 2015). Gearchiveerd op 23 januari 2023.
6. ↑  Verkiezingsprogramma[dode link] op website Christelijk Sociaal Den Haag.